# العلاقات النيجرية الساموية
العلاقات النيجرية الساموية هي العلاقات الثنائية التي تجمع بين النيجر وساموا.

## مقارنة بين البلدين
هذه مقارنة عامة ومرجعية للدولتين:
| وجه المقارنة                                              | النيجر          | ساموا                        |
| --------------------------------------------------------- | --------------- | ---------------------------- |
| المساحة (كم2)                                             | 1.27 مليون      | 2.84 ألف                     |
| عدد السكان (نسمة)                                         | 21.48 مليون     | 196.44 ألف                   |
| الكثافة السكانية (ن./كم²)                                 | 16.91           | 69.17                        |
| العاصمة                                                   | نيامي           | أبيا                         |
| اللغة الرسمية                                             | لغة فرنسية      | لغة إنجليزية، اللغة الساموية |
| العملة                                                    | فرنك غرب أفريقي | تالا ساموي                   |
| الناتج المحلي الإجمالي (بليون دولار)                      | 8.12 مليار      | 856.63 مليون                 |
| الناتج المحلي الإجمالي (تعادل القوة الشرائية) بليون دولار | 19.01 مليار     | 1.15 مليار                   |
| الناتج المحلي الإجمالي الاسمي للفرد دولار أمريكي          | 358             | 3.94 ألف                     |
| الناتج المحلي الإجمالي للفرد دولار أمريكي                 | 938             | 5.79 ألف                     |
| مؤشر التنمية البشرية                                      | 0.348           | 0.702                        |
| رمز المكالمات الدولي                                      | +227            | +685                         |
| رمز الإنترنت                                              | .ne             | .ws                          |
| المنطقة الزمنية                                           | ت ع م+01:00     | ت ع م+13:00                  |

## منظمات دولية مشتركة
يشترك البلدان في عضوية مجموعة من المنظمات الدولية، منها:
| علم المنظمة | اسم المنظمة                                 | تاريخ انضمام النيجر | تاريخ انضمام ساموا |
| ----------- | ------------------------------------------- | ------------------- | ------------------ |
|             | وكالة ضمان الاستثمار متعدد الأطراف          | 10 مايو 2012        | 27 سبتمبر 2002     |
|             | منظمة الشرطة الجنائية الدولية               | ?                   | ?                  |
|             | مجموعة دول أفريقيا والكاريبي والمحيط الهادئ | ?                   | ?                  |
|             | منظمة حظر الأسلحة الكيميائية                | ?                   | ?                  |
|             | منظمة التجارة العالمية                      | ?                   | ?                  |
|             | الأمم المتحدة                               | 20 سبتمبر 1960      | 15 ديسمبر 1976     |
|             | مؤسسة التمويل الدولية                       | 7 يناير 1980        | 28 يونيو 1974      |
|             | يونسكو                                      | 10 نوفمبر 1960      | 3 أبريل 1981       |
|             | مؤسسة التنمية الدولية                       | 24 أبريل 1963       | 28 يونيو 1974      |
|             | البنك الدولي للإنشاء والتعمير               | 24 أبريل 1963       | 28 يونيو 1974      |
|             | المركز الدولي لتسوية المنازعات الاستشارية   | 14 ديسمبر 1966      | 25 مايو 1978       |
|             | الاتحاد البريدي العالمي                     | ?                   | ?                  |
|             | الاتحاد الدولي للاتصالات                    | 14 نوفمبر 1960      | 7 أكتوبر 1988      |